# Надбель
Надбель (пол. Nadbiel) — село в Польщі, у гміні Посвентне Воломінського повіту Мазовецького воєводства.
Населення — 130 осіб (2011).
У 1975-1998 роках село належало до Седлецького воєводства.

## Демографія
Демографічна структура станом на 31 березня 2011 року:
|          | Загалом | Допрацездатний вік | Працездатний вік | Постпрацездатний вік |
| -------- | ------- | ------------------ | ---------------- | -------------------- |
| Чоловіки | 64      | 10                 | 43               | 11                   |
| Жінки    | 66      | 14                 | 40               | 12                   |
| Разом    | 130     | 24                 | 83               | 23                   |